# Otto Fricke (Politiker, 1965)
Otto Fricke (* 21. November 1965 in Krefeld) ist ein deutscher Politiker (FDP) und Sportfunktionär. Er gehörte dem Deutschen Bundestag von 2002 bis 2013 und erneut von 2017 bis 2025 an und war zuletzt haushaltspolitischer Sprecher der FDP-Bundestagsfraktion. Fricke ist designierter Vorstandsvorsitzender des DOSB.

## Leben und Beruf
Nach dem Abitur 1985 am Gymnasium Fabritianum in Krefeld-Uerdingen leistete Fricke seinen Wehrdienst 1985 bis 1986 in der Luftwaffe ab. Von 1986 bis 1992 studierte er Rechtswissenschaft an der Albert-Ludwigs-Universität Freiburg. Nach dem Referendariat unter anderem bei der FDP-Fraktion NRW legte er 1995 das zweite juristische Staatsexamen in Düsseldorf ab. Seit 1995 ist er als Rechtsanwalt zugelassen. Von 1996 bis 2002 war er parlamentarischer Berater für Rechtspolitik und Parlamentsrecht der FDP-Bundestagsfraktion.
Anfang Februar 2014 wurde Fricke Partner im Berliner Büro der Unternehmensberatung „CNC – Communications & Network Consulting AG“, wo er bis zum Beginn der 19. Wahlperiode des Deutschen Bundestages tätig war. Seine dortige Lobbying-Tätigkeit für das Unternehmen Uber wurde 2022 durch die Veröffentlichung der Uber Files bekannt. Im Rahmen der zwischen 2013 und 2017 besonders aggressiv betriebenen weltweiten Expansionsstrategie von Uber koordinierte Fricke in unmittelbarer Absprache mit dem Uber-Cheflobbyisten für Europa die Kampagne des Unternehmens in Deutschland, die zeitweise von vier Agenturen parallel geführt wurde, um politische Widerstände und rechtliche Hürden zu überwinden, die der Ausbreitung des kalifornischen Anbieters entgegenstanden. Nach eigenen Angaben will Fricke allerdings nur von September 2014 bis März 2015 für den Konzern tätig gewesen sein. Sein Team soll unter anderem eine Studie in Auftrag gegeben und für einen Zeitungsartikel bezahlt haben. Fricke persönlich bot an, zum Vorteil von Uber den damaligen Bundesverkehrsminister Alexander Dobrindt zu kontaktieren, traf Parlamentarische Staatssekretäre verschiedener Ministerien, einen Abteilungsleiter im Bundesverkehrsministerium und sprach mit Jens Spahn. Frickes Tätigkeit für Uber löste beim Bekanntwerden sehr deutliche Kritik aus. Timo Lange vom Verein Lobby Control hob hervor: „Otto Fricke ist ein Beispiel dafür, wie frühere Spitzenpolitiker eben nicht in ihren erlernten Beruf zurückkehren, sondern ihr politisches Netzwerk zahlungskräftigen Kunden zur Verfügung stellen.“ Der Wirtschaftswissenschaftler und Lobbyismusforscher Andreas Polk bewertet den mehrmaligen Seitenwechsel zwischen Politik und Lobbyismus als zwar nicht illegal, aber sicherlich nicht erwünscht. Abgeordnete wie Fricke wolle man „eigentlich eher nicht“ haben.
Zum 1. September 2025 wird Fricke Vorstandsvorsitzender des DOSB werden und damit die strategische und operative Leitung des olympischen Sportbundes übernehmen.

## Partei
Seit 1989 ist Fricke Mitglied der FDP. Von 1996 bis 1998 und erneut seit 2002 ist er stellvertretender Vorsitzender des FDP-Kreisverbandes Krefeld. Von 2012 bis 2013 war er Bundesschatzmeister seiner Partei. Im Mai 2015 wurde er Landesschatzmeister der FDP Nordrhein-Westfalen. Dieses Amt gab er 2023 an Christoph Dammermann ab. Seit 2015 ist er Beisitzer im Bundesvorstand der Freien Demokraten. Außerdem ist er Schatzmeister in der Vereinigung Liberaler Juristen. Während der Koalitionsverhandlungen zwischen der SPD, den Freien Demokraten und Bündnis 90/Die Grünen war Fricke Hauptverhandler seiner Partei für den Bereich der Kultur- und Medienpolitik, auch den Bereich der Haushalts- und Finanzpolitik hat er für die FDP mitverhandelt.

## Abgeordneter
Von 2002 bis 2013 war Fricke Mitglied des Deutschen Bundestages, in den er stets über die Landesliste Nordrhein-Westfalen einzog. Im Bundestag war er von 2005 bis 2009 Vorsitzender des Haushaltsausschusses und eines von zwölf Mitgliedern des Wahlausschusses, der damals die Hälfte der Richter des Bundesverfassungsgerichts noch direkt bestimmte. Am 26. Oktober 2009 wurde Fricke von der Bundestagsfraktion der FDP zu einem von vier Parlamentarischen Geschäftsführern gewählt. Bedingt durch das Scheitern seiner Partei an der Fünf-Prozent-Hürde bei der Bundestagswahl 2013 verlor er sein Mandat im Bundestag.

Otto Fricke zu Beginn der 19. Wahlperiode (2017)

Bei der Bundestagswahl 2017 kandidierte Fricke im Wahlkreis 110 (Krefeld I – Neuss II) und zog über die Landesliste NRW (Listenplatz 7) wieder in den Bundestag ein. Im 19. Deutschen Bundestag war er ordentliches Mitglied im Bundesfinanzierungsgremium und im Haushaltsausschuss und zudem als stellvertretendes Mitglied im Ausschuss für Kultur und Medien und im Wahlausschuss vertreten.
Im 20. Deutschen Bundestag war Fricke ordentliches Mitglied im Haushaltsausschuss und im Bundesfinanzierungsgremium sowie im Rechtsausschuss. Zudem war er Mitglied des Vertrauensgremiums zur Billigung der Haushaltspläne der Nachrichtendienste des Bundes. Des Weiteren war er stellvertretendes Mitglied im Ausschuss für Kultur und Medien. Ab 2022 war er auch Vorsitzender der deutsch-niederländischen Parlamentariergruppe. Er war haushaltspolitischer Sprecher seiner Fraktion. Nach Hermann Otto Solms’ Ausscheiden aus dem Bundestag zum Ende der 19. Legislaturperiode am 25. Juni 2021 war Otto Fricke der dienstälteste Abgeordnete seiner Fraktion. Aufgrund des Ausscheidens seiner Partei aus dem Bundestag bei der Bundestagswahl 2025 verlor er sein Mandat.

## Politische Positionen
Ende Mai 2010 stellte Fricke in seiner Eigenschaft als haushaltspolitischer Sprecher der FDP-Bundestagsfraktion die von seiner Partei bis dahin befürwortete Steuersenkungspolitik in Frage. Gleichzeitig sagte er, er sehe die kurz zuvor durch das Wachstumsbeschleunigungsgesetz eingeführte Absenkung der Mehrwertsteuer für Hotels von 19 % auf 7 % auf dem Prüfstand (sogenannte „Mövenpick-Steuer“ nach Parteispenden von Hoteliers aus Bayern an die FDP).
Mit der Begründung, eine Senkung der Staatsverschuldung zu erzielen, sprach er sich im Vorfeld der Einführung der Schuldenbremse dafür aus, dass Ausgaben des Staates einschließlich der Sozialleistungen in Abhängigkeit von den Einnahmen automatisch gekürzt werden.
Während der Eurokrise hielt Fricke ein Ausscheiden Griechenlands aus der Eurozone im Mai 2012 für undramatisch. „Das Gespenst einer ungeordneten Insolvenz hat deswegen seinen Schrecken verloren, weil die Euro-Staaten in den letzten Monaten nichts anderes gemacht haben, als für einen solchen Fall vorzusorgen“, sagte Fricke.
In einem Interview legt Fricke die „Versteinerung des Haushalts“ (also den Anstieg der Pflichtausgaben) als Problem dar und beschreibt die Problematik, dass durch zunehmende Leistungsgesetze gestalterischer Spielraum für die Politikerschwert wird. Diese binden einen großen Teil des Haushalts langfristig und machen ihn unflexibel. Fricke fordert deshalb die Überprüfung und Reduzierung solcher festgeschriebenen Ausgaben und Subventionen. Er schlägt vor allem bei Subventionen degressive Modelle vor, bei denen Subventionen schrittweise sinken und letztlich auslaufen. Sein Ziel ist es, den Haushalt flexibler zu gestalten, um zukünftigen Generationen finanzielle Gestaltungsspielräume zu sichern.
Nachdem das Bundesverfassungsgericht das seit 2015 gesetzlich verankerte Verbot der geschäftsmäßigen Sterbehilfe 2020 für verfassungswidrig erklärt hatte, da es den Sterbewunsch Sterbewilliger zu sehr einschränke, legte Fricke Anfang 2021 gemeinsam mit seiner Fraktionskollegin Katrin Helling-Plahr sowie den Abgeordneten Karl Lauterbach (SPD), Swen Schulz (SPD) und Petra Sitte (Die Linke) einen Gesetzesentwurf zu einem Suizidhilfegesetz vor, der eine ergebnisoffene Pflichtberatung Sterbewilliger durch eine staatlich anerkannte Stelle vorsah. Anschließend sollte es Ärzten erlaubt sein, Sterbewilligen ein Mittel zur Selbsttötung zu verschreiben. In der Bundestagsdebatte über eine Neuregelung der Sterbehilfe im Juni 2023 erhielt allerdings keiner der beiden vorgelegten Gesetzesentwürfe eine Mehrheit, sodass es trotz der rund dreijährigen Vorarbeiten der fraktionsübergreifenden Abgeordnetengruppen beim Status quo blieb. Zu diesem Ende der Debatte sagte Fricke: „Wir reden in Deutschland zu wenig über den Tod.“

## Mitgliedschaften, Ehrungen
Fricke ist Mitglied der Ludwig-Erhard-Stiftung sowie Mitglied im Stiftungsrat der Leo Baeck Foundation. Seit Januar 2010 ist er Mitglied im Kuratorium von World Vision Deutschland. Seit 2024 ist er ad personam berufenes Mitglied des Senates der Fraunhofer-Gesellschaft, die den Vorstand kontrolliert und berät, den Präsidenten oder die Präsidentin und die weiteren Vorstandsmitglieder bestellt. Weitere Aufgaben des Senates sind der Beschluss der Wirtschaft- und Finanzplanung, die Festlegung der Forschungsstrategie der Fraunhofer-Gesellschaft in Grundzügen. Darüber hinaus befasst er sich mit Errichtungen, Wandlungen oder Auflösungen von Einrichtungen der Fraunhofer-Gesellschaft. Seit Juni 2024 ist Fricke ad personam berufenes Mitglied des Stiftungsrates des Jüdischen Museums Berlin. Der Stiftungsrat entscheidet in allen Angelegenheiten, die für die Stiftung und ihre Entwicklung von grundsätzlicher und besonderer Bedeutung sind. Dazu gehören insbesondere die Grundzüge der Programm- und Ausstellungsgestaltung, die Satzung, der Haushaltsplan sowie bedeutsame Personalentscheidungen. Der Stiftungsrat überwacht die Tätigkeit des Direktors oder der Direktorin.
Fricke ist Mitglied des Raad van Advies des Institute for Transnational and Euregional cross border cooperation and Mobility (ITEM) der Universität Maastricht, das sich aus einer interdisziplinären Perspektive mit Fragen der grenzüberschreitenden Mobilität und Zusammenarbeit in Europa beschäftigt. Außerdem ist er Ehrenmitglied des Kuratoriums des Restaurierungsprojektes für die historische Stadtbibliothek Köln der Universität- und Stadtbibliothek Köln, die die „Wallraff'schen“ Sammlungen pflegt.
Für sein großes ehrenamtliches Engagement wurde ihm kurz vor Weihnachten 2020 das Verdienstkreuz der Bundesrepublik Deutschland am Bande verliehen. Außerdem ist er Großoffizier des Ordens von Oranien-Nassau.

## Privates
Fricke ist verheiratet und Vater von drei Kindern. Er gehört der Evangelischen Kirche an. Auf einer aufsteigenden Linie von ‚gläubig‘ bis ‚evangelikal‘ sieht sich Fricke „irgendwo am oberen Ende“. Seit seinem Studium gehört er der nichtfarbentragenden und nichtschlagenden Akademischen Verbindung Albingia-Schwarzwald-Zaringia zu Freiburg im Breisgau an. Fricke spricht fließend Niederländisch.